# Bán Edit

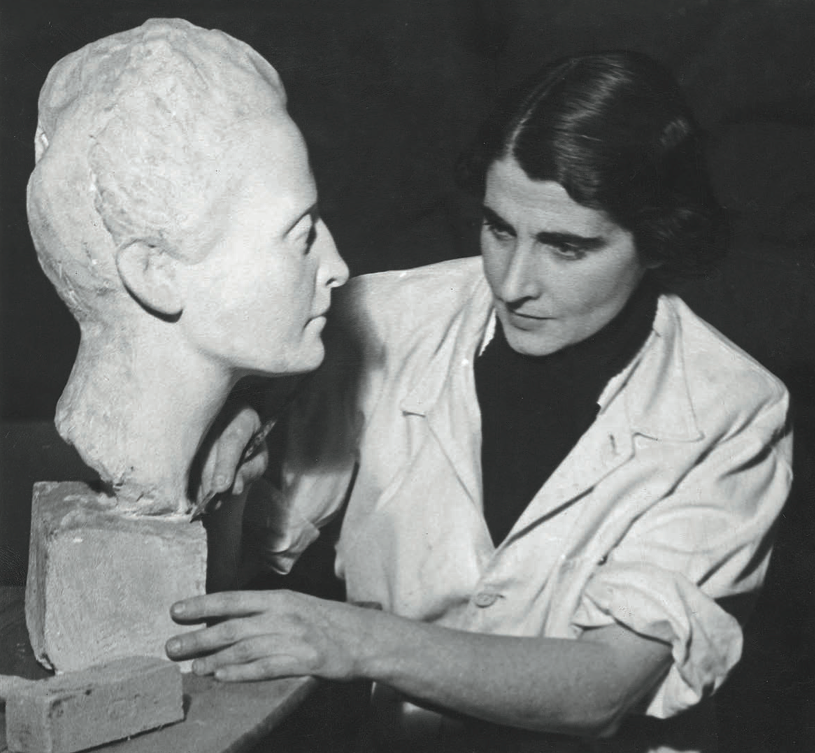
Nővére, Alice mellszobrán dolgozik 1943-ban

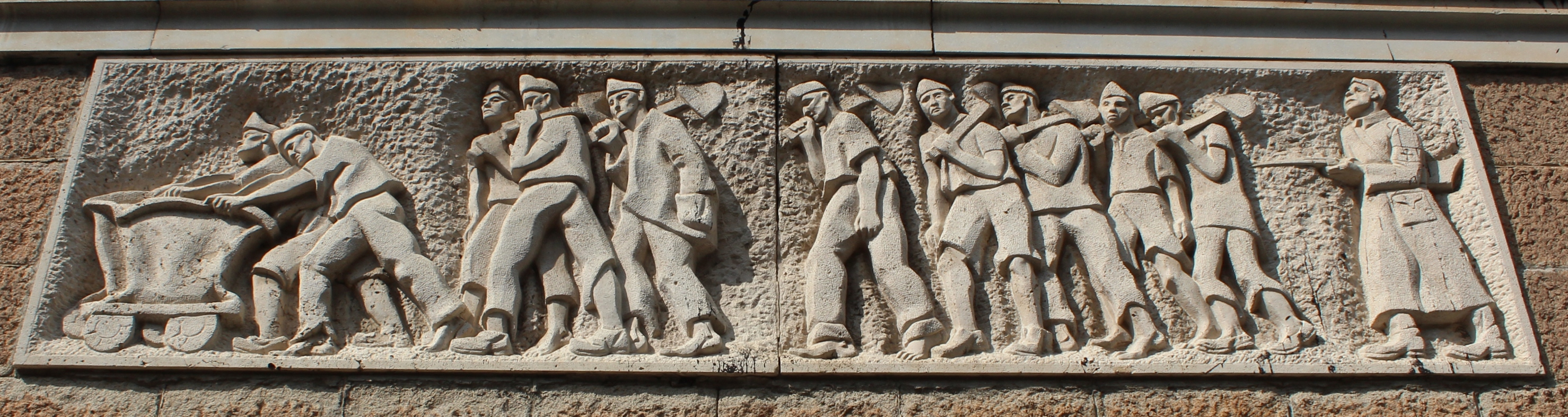
Dombormű az újpesti zsinagóga falán

Bán Edit, születési nevén Rott Edit Ida Erzsébet, férjezett Bán Tivadarné, dr. Kiss Sándorné (Budapest, Erzsébetváros, 1905. november 21. – Párizs, 1966. október 27.) magyar festő- és szobrászművész, Dombóvári Géza (1848–1918) jogász unokája.

## Életpályája
Rott Frigyes (1868–1944) ügyvéd és dombóvári Schulhof Melitta negyedik lányaként született zsidó családban. Festészeti tanulmányait a Képzőművészeti Főiskolán Réti Istvánnal kezdte, majd 1926-tól a Düsseldorfi Képzőművészeti Akadémián szobrászatot tanult. Az 1930-as években csatlakozott a Szocialista Képzőművészek Csoportjához. 1931. november 28-án Budapesten feleségül ment Bán Tivadar magánhivatalnokhoz. Az 1940-es évek elején a Szinyei Társaság elismerésében részesítette. 1942-ben első alkalommal mutatták be műveit a Nemzeti Szalon tavaszi tárlatán. 1943 márciusában – sógora, Bedő Rudolf támogatásával – a Tamás Galériában közös kiállításon szerepelt Kádár Béla festőművésszel. Az Újság című lap munkatársa „biztató tehetségű szobrászként” jellemezte. A háborús évek alatt a Hitelbank József nádor téri székházának csarnokában felállították életnagyságúnál nagyobb, Nő című szobrát, amelynek később nyoma veszett. 1944-ben előbb gyalogmenetben Ostmarkba hajtották, ahonnan a Ravensbrücki koncentrációs táborba deportálták. Többekkel együtt a Daimler-Benz Művekben dolgoztatták.
A háború után visszatért Budapestre és 1945 szeptemberében deportációs élményeiről készült képeit a Bibliotheca-Officina galériájában állította ki. 1947–48-ban készítette el az újpesti zsinagóga falára egy négy részből álló, holokausztra emlékező reliefet. 1948 januárjában, a Művész Galériában nyílt meg egyéni kiállítása, melyen húsz szobrát nézhették meg az érdeklődők. 1949-ben második férjével, Kiss Sándorral a francia fővárosba emigrált. A következő évben Casablancába költöztek, mely ekkor még a francia gyarmatbirodalomhoz tartozott. Miután 1956-ban Marokkó függetlenedett Franciaországtól, visszatértek Párizsba. Megkapta a francia állampolgárságot. Ekkoriban főképp a háborús időket idéző csendéleteket festett: azokat a magyar falvakat, melyeken keresztülhajtották a koncentrációs táborba vezető úton. Gouache-ait, olajfestményeit többször is kiállította a rue de Seine egyik kis galériájában, a Galerie Raymond Duncanban. Férje halála után Londonba költözött barátnőjéhez, és Anna Freud intézetében, a Hamstead Child Therapy Clinicen dolgozott.
1966-ban Párizsba utazott, ahol szállodai szobájában öngyilkos lett. Férje mellett nyugszik a Párizs közeli neuillyi temetőben.
Művei megtalálhatóak a Magyar Nemzeti Galériában, a Budapesti Zsidó Múzeumban és a Ravensbrücki Emlékmúzeumban.

## Kiállításai

### Egyéni kiállításai
- Tamás Galéria, Budapest (Kádár Bélával, 1942)
- Bibliotheca Officina kiállítások (1945)
- Gyűjtemény Kiállítás, Művész Galéria, Budapest (1948)
- Magyar Ház, Berlin • DGB-H., Berlin (1994)

### Válogatott csoportos kiállításai
- Résistance-Déportation-Libération, Párizs (1954)